# Спартіати
Спартіа́ти (дав.-гр. Σπαρτιᾶται), або го́меї (ὁμοιοι чи ὁμοῖοι — «рівні») — суспільний стан у Спарті, чоловіки, які володіли повними громадянськими правами. Являли собою стан професійних воїнів, для яких військова служба була єдиним обов'язком. Зародження стану припадає на час реформ Лікурга в VIII столітті до н. е., які заклали основи спартанської держави.
Спартіатам закон забороняв працювати, їхнім забезпеченням займалися інші соціальні класи спартанського суспільства. З юнацького віку спартіатів готували до битв. Діти проходили виснажливі випробування, задля того, щоб з часом вони стали безстрашними воїнами. В боях ці бійці мали репутацію найкращих солдатів у Греції, а сила гоплітів Спарти дозволила місту стати домінуючою державою в Греції протягом більшої частини класичного періоду. Інші міста-держави не бажали нападати на Спарту, попри те, що вона могла зібрати проти них лише близько 8000 спартіатів під час розквіту свого панування. Такою була репутація її солдатів.

## Місце спартіатів у структурі спартанського суспільства
Загалом у Спарті існувало три основні суспільні класи: спартіати – повноправні громадяни, поневолені ілоти (раби) та періеки – вільні, але не повноправні люди. 
Спартіати володіли найродючішими землями Лаконії та Мессенії. За цими землями також були закріплені ілоти, які були зобов'язані працювати на володаря землі та сплачувати податок. Спартіати не мали права продавати або вбивати ілотів, оскільки раби та земля вважалися власністю держави. Праця ілотів давала спартіатам можливість не працювати, вивільняючи час для занять державними справами та вдосконалення військових навичок.

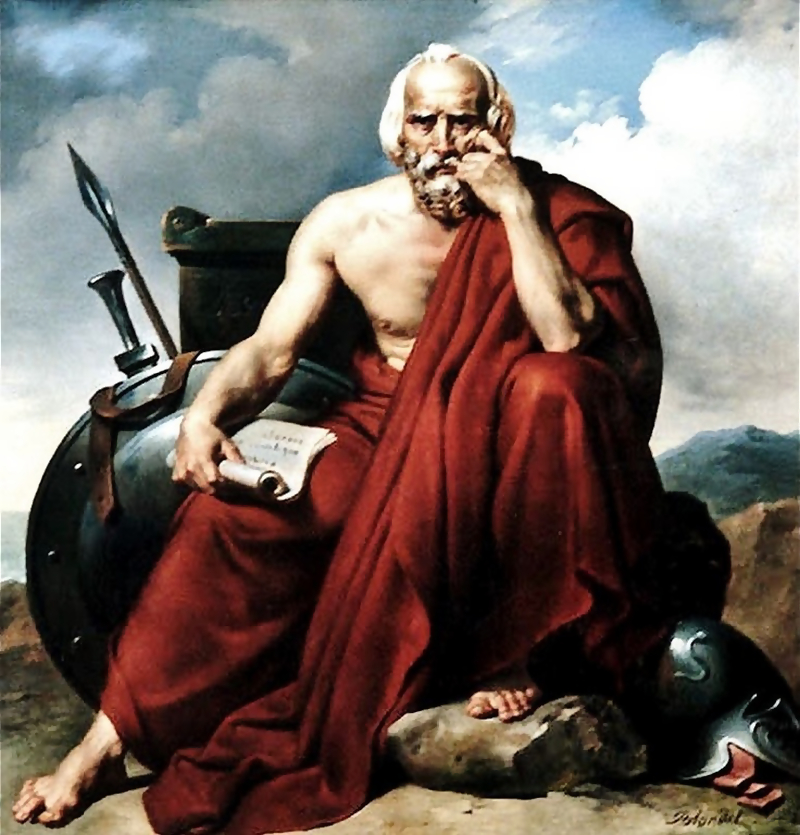
Лікург Спартанський

У спартанському суспільстві постійно існувала загроза заколоту ілотів. Їх утримували у покорі за допомогою систематичного терору. Законодавцем Лікургом було проведено серію реформ, завдяки яким у короткий термін Спарта перетворилася на військовий табір, усі мешканці якого повинні були дотримуватися суворої дисципліни. Закони Лікурга регламентували найменші подробиці поведінки, форми одягу, навіть бороди і вусів кожного громадянина.
Закони Лікурга передбачали, що кожен спартіат повинен віддавати своїх семирічних дітей у спеціальні табори, де у них виховувалися навички воїна, терплячість, уміння наказувати і підкорятися, переносити різні труднощі. Всі спартіати мали носити простий і грубий одяг. Заборонялося виробництво і використання предметів розкоші тощо. За виконанням цих законів і правил поведінки слідкували спеціальні наглядачі, які вживали адміністративних заходів до порушників.
Державний устрій у Спарті мав яскраво виражений характер рабовласницької олігархії. Найвищим органом влади в державі були народні збори — апелла. В них брали участь усі спартіати, яким виповнилося 30 років. Але, порівняно із афінськими зборами, спартіати були значною мірою обмежені в правах. Вони могли приймати або відхиляти закони, але не обговорювати їх. Головували на зборах спочатку царі Спарти, потім — ефори.

## Занепад спартіатів
До V—IV ст. до н.е. військова верства почала занепадати. Її чисельність значно скоротилася через численні війни, у яких брала участь Спарта, а низька народжуваність (через пізні шлюби й закритість) не могла компенсувати втрати. Крім того, під час завойовницьких воєн спартанці познайомилися зі способом життя сусідніх народів. Розкіш, зручності й свобода справили на них враження, і лікургові закони, які сотні років утримували Спарту в економічній та ідеологічній ізоляції, поступово почали забуватись.
Поразка Спарти в битві при Левктрах завдала непоправної шкоди чисельності спартіатів і поклала край гегемонії Спарти в Елладі, а подальше захоплення Епамінондом Фіванським Мессенії — земель, що належали спартіатським родам, — стало серйозним ударом по спартанській економіці. Спарта з могутньої держави, яка поширювала свій вплив на всю Елладу, перетворилася на силу локального значення. Військовий стан втратив своє значення, і Спарта перейшла від професійної армії до армії-ополчення, такої ж, як і в інших грецьких полісах.